# سید مجید یادآور نیک‌روش
سید مجید یادآور نیک‌روش رئیس سابق دانشگاه صنعت آب و برق تهران (شهید عباسپور) و رئیس و عضو هیئت علمی دانشکده مهندسی مکانیک و انرژی دانشگاه شهید بهشتی تهران است. وی در دو نوبت و مابین سال‌های ۱۳۷۸ تا ۱۳۸۱ و از سال ۱۳۸۴ تاکنون رئیس دانشگاه صنعت آب و برق است.
سید مجید یادآور نیک‌روش در سال ۱۳۸۰ رئیس کنفرانس مهندسی برق ایران بود. همچنین او عضو هیئت علمی کنفرانس تجهیزات دوار ایران و کنفرانس نیروگاه‌های برق ایران است.

## خانواده
برادر او سید کمال‌الدین نیک‌روش نیز از چهره‌های سیاسی در دولت اول میرحسین موسوی بوده‌ است.